# Темирканов, Юрий Хатуевич
Ю́рий Хату́евич Темирка́нов (также Ю́ра Хати́евич; кабард.-черк. Темыркъан Хьэту и къуэ Юрий; 10 декабря 1938, Нальчик, Кабардино-Балкарская АССР, РСФСР, СССР — 2 ноября 2023, Санкт-Петербург, Россия) — советский и российский дирижёр, педагог, общественный деятель; народный артист СССР (1981), лауреат двух Государственных премий СССР (1976, 1985), Государственной премии РСФСР им. М. И. Глинки (1971) и двух Государственных премий РФ (1999, 2017). Кавалер ордена Ленина (1983) и полный кавалер ордена «За заслуги перед Отечеством».

## Биография

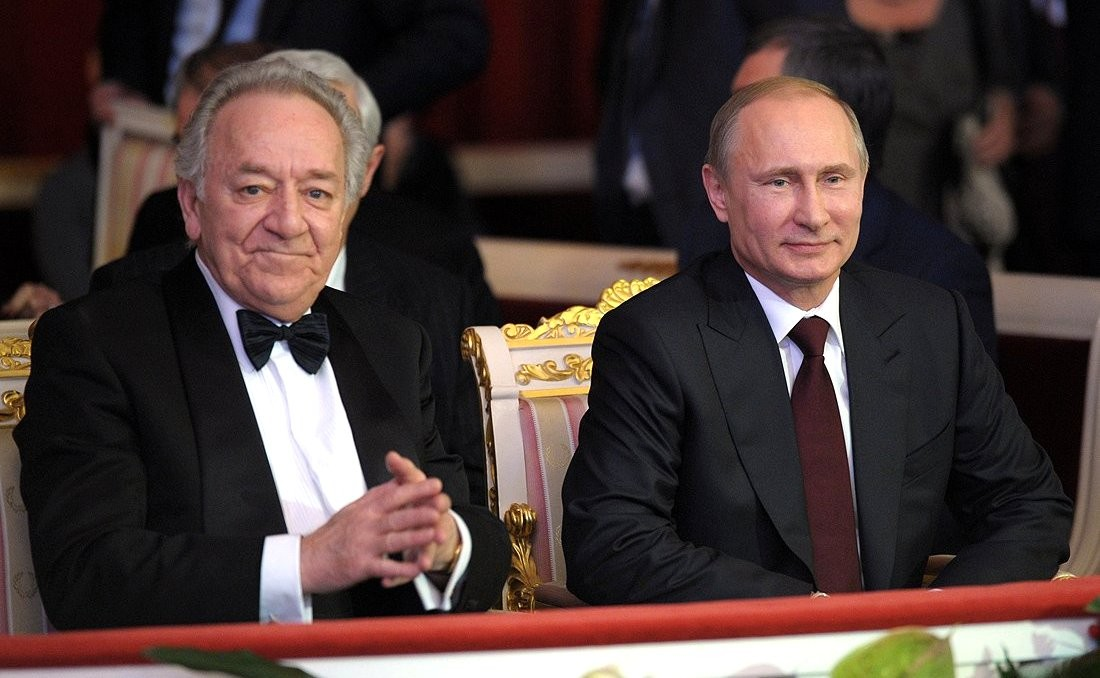
Юрий Темирканов и Владимир Путин на гала-концерте, посвящённом 75-летию дирижёра. 14 декабря 2013 года

Родился 10 декабря 1938 года в Нальчике (по другим источникам — в селе Зарагиж Черекского района Кабардино-Балкарской АССР). Кабардинец.
Заниматься музыкой начал в 9 лет. После переезда в Ленинград, с 1953 по 1957 год учился в Средней специальной музыкальной школе при Ленинградской консерватории им. Н. А. Римского-Корсакова по классам скрипки и альта, затем окончил Ленинградскую консерваторию по классу альта (1957—1962), с 1962 по 1968 год — студент и аспирант дирижёрского факультета консерватории по классу оперно-симфонического дирижирования Ильи Мусина.
В 1965 году дебютировал в Ленинградском малом театре оперы и балета (ныне Михайловский театр) с оперой Верди «Травиата», руководил спектаклями в Оперной студии при консерватории. Год спустя одержал победу на II Всесоюзном конкурсе дирижёров в Москве. С Кириллом Кондрашиным, Давидом Ойстрахом и оркестром Московской филармонии совершил гастрольный тур по Европе и США.
С 1966 по 1972 год — дирижёр Ленинградского академического Малого театра оперы и балета.
В 1967 году дебютировал с Заслуженным коллективом Республики (в настоящее время Заслуженный коллектив России академический симфонический оркестр Петербургской филармонии). По инициативе Евгения Мравинского стал дирижёром-ассистентом коллектива, а с 1988 года возглавил его.
В 1968—1976 гг. ― главный дирижёр Симфонического оркестра Ленинградской филармонии (в настоящее время Академический Симфонический оркестр филармонии).
С 1976 по 1988 год ― художественный руководитель и главный дирижёр Ленинградского театра оперы и балета им. С. Кирова (ныне Мариинский театр).
С 1979 года — главный приглашённый дирижёр Филадельфийского (США) и Лондонского Королевского филармонического оркестра, а с 1992 по 1998 — главный дирижёр Королевского оркестра. С 1988 по 2008 год — главный приглашенный дирижёр Симфонического оркестра Датского радио (Копенгаген). С 1992 по 1997 год — главный приглашенный дирижёр Дрезденского филармонического оркестра. С января 2000 по 2006 год — главный дирижёр и художественный руководитель Балтиморского симфонического оркестра (США). C 2007 по 2009 год — главный приглашенный дирижёр Большого театра. В 2010—2012 годах — музыкальный директор Королевского театра Пармы (Италия). В 2015 году стал почётным пожизненным дирижёром Национальной академии Санта-Чечилия (Рим, Италия).
В 1979—1988 годах преподавал в Ленинградской консерватории им. Н. А. Римского-Корсакова (с 1986 года, профессор). Регулярно проводил мастер-классы в Институте Кёртиса (Curtis Institute, Филадельфия), а также в Манхэттенской школе музыки (Manhattan School of Music, Нью-Йорк), в Accademia Chigiana (Сиена, Италия).
С 1988 по 2022 год Юрий Темирканов возглавлял Заслуженный коллектив России академический симфонический оркестр Петербургской филармонии в статусе художественного руководителя и главного дирижёра, в январе 2022 года он оставил пост главного дирижёра, сохранив за собой должность художественного руководителя оркестра.
С 1988 по 2023 год — художественный руководитель Санкт-Петербургской филармонии, возглавлял её в течение 35 лет, до самой смерти.

### Смерть и похороны
Скончался 2 ноября 2023 года в Санкт-Петербурге на 85-м году жизни.
Прощание с народным артистом СССР состоялось 5 ноября в Большом зале Санкт-Петербургской филармонии. Похоронен на Комаровском кладбище в посёлке Комарово в Санкт-Петербурге.

### Семья
- Жена — Ирина Гусева (умерла в 1997 году)[15].
  - Сын — Владимир (умер 19 февраля 2020 года), есть внук и внучка.
- Брат — Борис Темирканов (6 апреля 1937 — 25 октября 2018), советский и российский дирижёр и композитор.

### Творчество
Основные работы в Ленинградском малом театре оперы и балета: «Травиата» Джузеппе Верди (1966), «Любовный напиток» Гаэтано Доницетти (1968), «Порги и Бесс» Джорджа Гершвина (1972).
В 1977 году был музыкальным руководителем постановки оперы «Мёртвые души» Родиона Щедрина в Большом театре (мировая премьера).
Под его руководством в Театре оперы и балета им. С. М. Кирова были осуществлены такие постановки, как «Война и мир» Сергея Прокофьева (1977), «Мёртвые души» Родиона Щедрина, «Пётр I» (1975), «Пушкин» (1979), «Маяковский начинается» (1983) Андрея Петрова. Одновременно выступал как режиссёр, поставил «Евгения Онегина» и «Пиковую даму» Петра Чайковского (1983 и 1984). С оркестром театра в 1987 году в Лондоне представил постановки этих опер, а также оперы Модеста Мусоргского «Борис Годунов».
Часто выступал с зарубежными оркестрами: Филадельфийским, Берлинским филармоническим, Венским филармоническим, Концертгебау (Амстердам), Кливлендским, Чикагским, Нью-Йоркским филармоническим, Симфоническим оркестром Сан-Франциско, Оркестром Национальной академии Санта-Чечилия в Риме, Дрезденской государственной капеллой, Лондонским филармоническим оркестром, Лондонским симфоническим оркестром «Филармония», с оркестром театра Ла Скала в Милане.
С 2007 года принимал участие в ежегодном международном фестивале Crescendo.
Дискография Темирканова включает записи с Заслуженным коллективом России академическим симфоническим оркестром Санкт-Петербургской филармонии, Академическим симфоническим оркестром Ленинградской филармонии, с Лондонским Королевским филармоническим оркестром, с Нью-Йоркским филармоническим оркестром. Записи включают в себя симфонии Чайковского, Шостаковича, балеты Стравинского, оперу Щедрина «Мёртвые души» и другие сочинения преимущественно русского репертуара. В 1990 году с «Columbia artists» записан гала-концерт, посвящённый 150-летию со дня рождения Чайковского. Записи музыки Прокофьева к фильму «Александр Невский» (1996) и симфонии № 7 Шостаковича (1998) номинировались на премию Grammy.

### Общественная деятельность

#### Благотворительный Международный фонд культурных инициатив
Деятельность Фонда, созданного на средства Темирканова в 2003 году, фактически берёт своё начало ещё в 1998 году, когда им были учреждены стипендии для учащихся Музыкальной школы-лицея при Санкт-Петербургской консерватории и студентов консерватории.
В 2003 году после получения премии «Триумф» на эти средства дирижёр основывает Благотворительный Международный фонд культурных инициатив.
Основные направления деятельности Фонда:

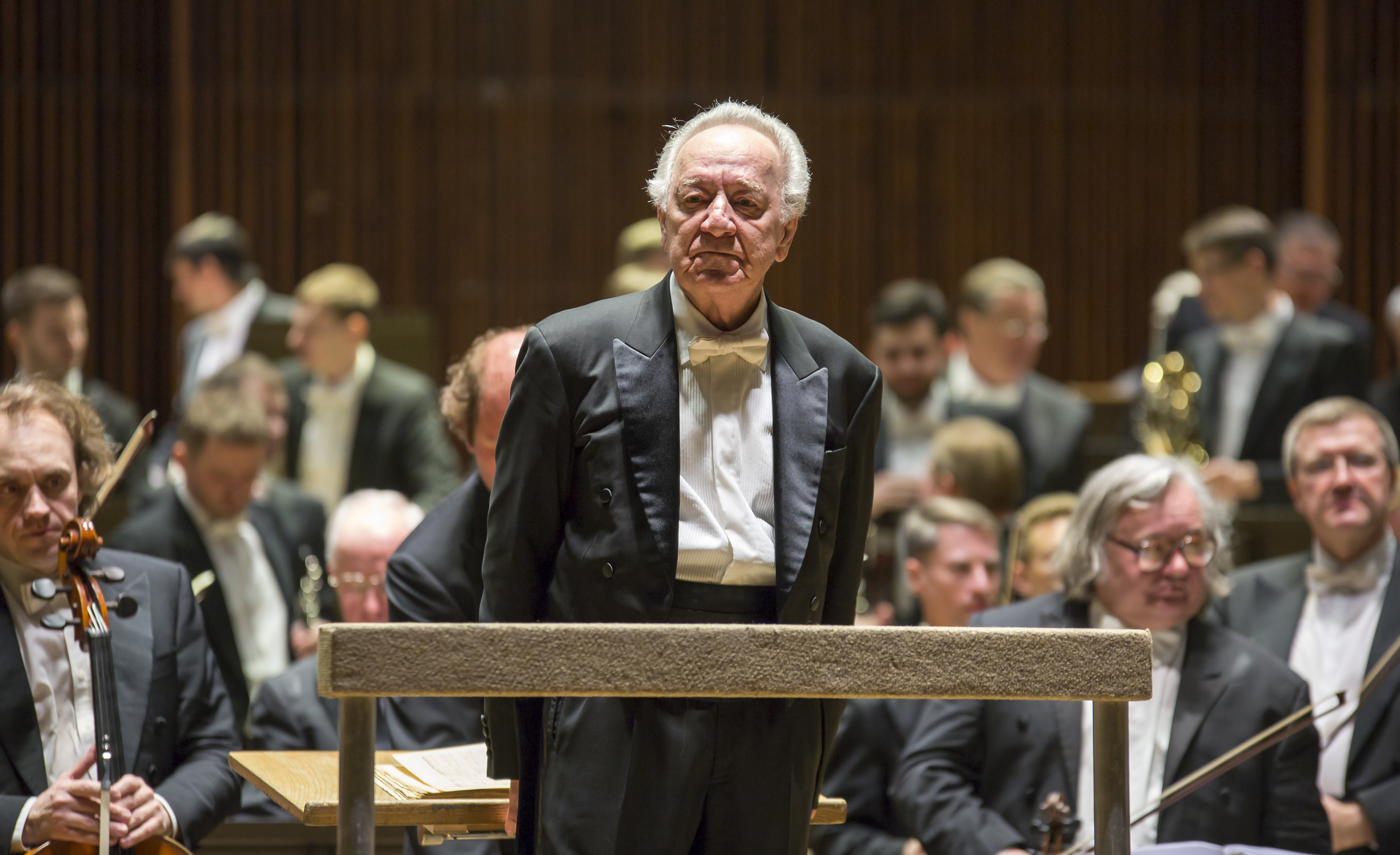
Юрий Темирканов. Выступление в Израиле. 2018

- Юрий Темирканов. Выступление в Израиле. 2018поддержка талантливых молодых музыкантов;
- организация и проведение благотворительных концертов (памяти жертв Беслана, Люцерн, 2004); в помощь ветеранам Великой Отечественной войны и жителям блокадного Ленинграда (2005), в помощь воспитанникам детских домов и юным музыкантам (2005) и др.;
- организация и проведение музыкальных фестивалей (Международный зимний фестиваль «Площадь искусств»);
- просветительская деятельность (издание пособия «История русской культуры» в рамках целевой программы по развитию классического образования);
- поддержка музыкальных коллективов (Санкт-Петербургской академической филармонии и Санкт-Петербургского академического симфонического оркестра, московской «Новой оперы».

#### Международный центр Рерихов
Темирканов участвовал в деятельности международной общественной организации «Международный центр Рерихов», в том числе музея им. Н. К. Рериха, где проводились благотворительные концерты. С 2016 года был избран Президентом организации.

#### Фонд «Талант и успех»
Вместе с Сергеем Ролдугиным, балериной Светланой Захаровой, хоккеистом Валерием Каменским, фигуристом Александром Горшковым, математиками Иваном Ященко и Станиславом Смирновым был учредителем Образовательного фонда «Талант и успех». Фонд был учреждён 24 декабря 2014 года по инициативе президента России Путина, который возглавил Попечительский совет. Цель Фонда — выявление, развитие и поддержка одарённых детей.

## Награды и звания

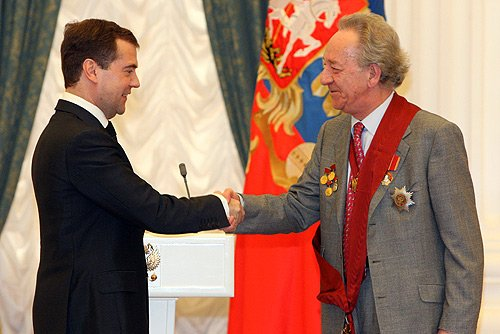
Юрий Темирканов на церемонии вручения ему ордена «За заслуги перед Отечеством» I степени.

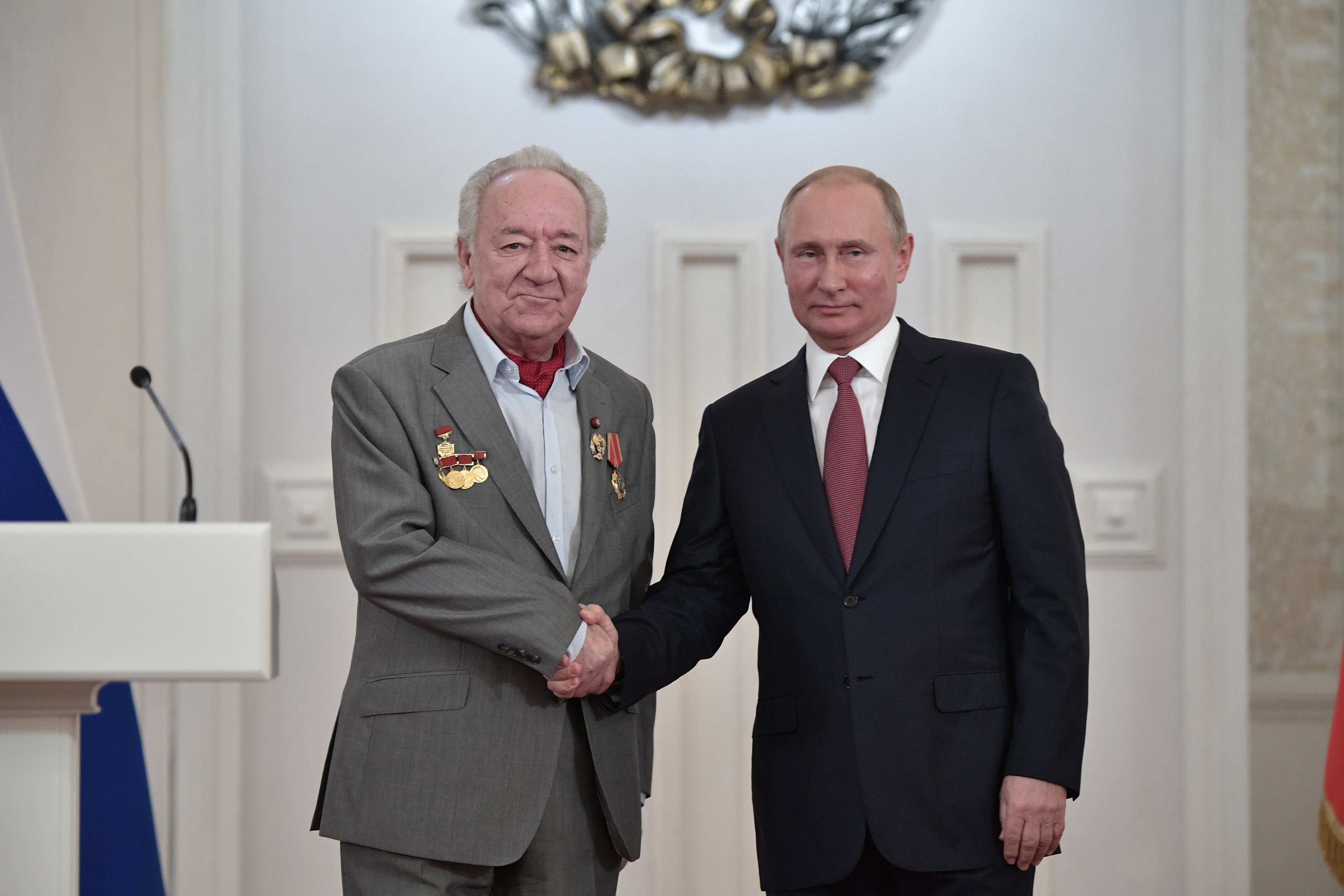
Во время присуждения Государственной премии России, 12 июня 2018, Кремль

### Звания
- Заслуженный артист РСФСР (1971)[18]
- Народный артист Кабардино-Балкарской АССР (1973)
- Народный артист РСФСР (1976)
- Народный артист СССР (1981)
- Почётный член Филармонического общества Санкт-Петербурга (1997)[19]
- Почётный член Международной академии наук, промышленности, образования и искусства (США, 1998)
- Почётный доктор Санкт-Петербургского гуманитарного университета профсоюзов (2003)
- Почётный доктор Санкт-Петербургской государственной консерватории имени Н. А. Римского-Корсакова (2003)
- Почётный академик Национальной академии Санта-Чечилия (Рим, Италия, 2007)
- Почётный гражданин Санкт-Петербурга (2009)
- Почётный гражданин Нальчика (2010)[20]

### Государственные награды
Ордена:
- Орден «За заслуги перед Отечеством» I степени (2008) — за выдающийся вклад в развитие отечественного и мирового музыкального искусства, многолетнюю творческую деятельность[21]
- Орден «За заслуги перед Отечеством» II степени (2003) — за выдающийся вклад в развитие музыкального искусства[22]
- Орден «За заслуги перед Отечеством» III степени (1998) — за выдающиеся заслуги в развитии музыкального искусства[23]
- Орден «За заслуги перед Отечеством» IV степени (2013) — за особо выдающиеся заслуги в развитии музыкального искусства и многолетнюю творческую деятельность[24]
- Орден Ленина (1983) — за заслуги в развитии советского музыкального искусства и в связи с 200-летием Ленинградского государственного академического театра оперы и балета имени С. М. Кирова[25]

Премии:
- Государственная премия РСФСР имени М. И. Глинки (1971) — за концертные программы 1968—1970 годов[26]
- Государственная премия СССР (1976) — за дирижирование оперным спектаклем «Пётр Первый» А. П. Петрова
- Государственная премия СССР 1985) — за дирижирование и постановку оперного спектакля «Евгений Онегин» П. И. Чайковского на сцене ЛАТОБ имени С. М. Кирова
- Государственная премия Российской Федерации в области литературы и искусства 1998 года (1999) — за концертные программы 1995—1998 годов Заслуженного коллектива России академического симфонического оркестра Санкт-Петербургской филармонии имени Д. Д. Шостаковича[27]
- Государственная премия Российской Федерации за выдающиеся достижения в области гуманитарной деятельности 2017 года (2018)[28]
- Премия Президента Российской Федерации в области литературы и искусства 2002 года (2003)[29]
- Межгосударственная премия СНГ «Звёзды Содружества» за 2021 год[30].
- Международная премия «Балтийская звезда» (2011)[31].

### Награды субъектов РФ
- Премия Правительства Санкт-Петербурга (2007)
- Ордена «За заслуги перед Кабардино-Балкарской Республикой» (18 августа 2016) — за выдающийся вклад в развитие музыкального искусства
- Почётный знак «За заслуги перед Санкт-Петербургом» (2008)

### Награды других государств
- Орден «Святые Кирилл и Мефодий» (Болгария, 1998)
- Кавалер ордена «За заслуги перед культурой»[рум.] в категории B «Музыка» (Румыния, 2009)[32]
- Командор ордена Звезды Италии (Италия, 2012)[33]
- Орден Восходящего солнца III степени (Япония, 2015)[34]

### Премии
- II Всесоюзный конкурс дирижёров в Москве (I-я премия, 1966)
- Премия «Триумф» (2003)
- Царскосельская художественная премия (2002)
- Премия Франко Аббьяти «Лучший дирижёр года» (2002, 2007)

### Прочее
- Астероид 6432 Temirkanov (1998)

## Фильмография
Роли:
- 1972 — Воскресный музыкант — дирижёр
- 1982 — Лишний билет — дирижёр

Участие в фильмах:
- 1971 — П. И. Чайковский. Шестая симфония «Патетическая» (документальный)
- 1974 — Дирижирует Юрий Темирканов (документальный)
- 1978 — Ленинград (документальный)
- 1980 — Андрей Петров: «Нужна хорошая мелодия» (документальный)
- 1981 — Моя Кабардино-Балкария (документальный)
- 1983 — И каждый вечер в час назначенный… (документальный)
- 1989 — Модест из рода Мусоргских (документальный)
- 1989 — Охраняется государством (документальный)
- 2008 — Гениальный отшельник. Вечная музыка Шварца (документальный)
- 2008 — Евгений Светланов. Воспоминание… (документальный)
- 2011 — Андрей Миронов. Смотрите, я играю… (документальный)
- 2011 — Да, я царица! Мария Миронова (документальный)
- 2011 — Я боюсь, что меня разлюбят. Андрей Миронов (документальный)
- 2013 — Юрий Темирканов. Браво, маэстро! (документальный)